# Sistema do Tratado da Antártica
Sistema do Tratado da Antártica é o nome dado ao conjunto de acordos internacionais envolvendo o continente antártico, dentre os quais o Tratado da Antártica é o mais significativo e no qual os demais são baseados.
Além do Tratado da Antártica, outros acordos assinados significativos são:
- Protocolo de Proteção Ambiental do Tratado da Antártica (ou Protocolo de Madrid, de 1991)
- Convenção para Conservação das Focas Antárticas (de 1972)
- Convenção para Conservação dos Recursos Vivos Marinhos Antárticos (de 1980)